# Itame semipallida
Itame semipallida là một loài bướm đêm trong họ Geometridae.